# Krubin (Legionowo)
Pour les articles homonymes, voir Krubin.
Krubin (prononciation : ['krubin]) est un village polonais de la gmina de Wieliszew dans le powiat de Legionowo de la voïvodie de Mazovie dans le centre-est de la Pologne.
Il se situe à environ 11 kilomètres à l'ouest de Wieliszew (siège de la gmina), 9 kilomètres au nord-ouest de Legionowo (siège du powiat) et à 29 kilomètres au nord-ouest de Varsovie (capitale de la Pologne).
Le village possède approximativement une population de 400 habitants.

## Histoire
De 1975 à 1998, le village appartenait administrativement à la voïvodie de Varsovie.